# Hans Jüngst
Hans Jüngst (* 6. April 1901 in Wilmersdorf bei Berlin; † 28. August 1944 bei Fère-en-Tardenois, Frankreich) war ein deutscher Geologe und Hochschuldozent.

## Leben und Wirken
Der Vater Eduard August Jüngst war Rechtsanwalt und Notar in Deutsch-Wilmersdorf bei Berlin und später in Lübbenau im Spreewald.
Hans Jüngst studierte Geologie in Tübingen und Berlin bis 1925.
Danach war er als Dozent am Institut für Geologie an der Technischen Hochschule Darmstadt angestellt. 1929 habilitierte er sich zum Dr. habil.
Seit diesem Jahr lehrte er als Privatdozent in Darmstadt.
1938 war Hans Jüngst an geologischen Untersuchungen in Belgien und den Niederlanden eingesetzt. Seit 1940 war er für die deutsche Wehrmacht tätig, vor allem bei geologischen Untersuchungen im besetzten Polen.
1944 kam er bei einer Gutachterfahrt im besetzten Frankreich ums Leben. 
Hans Jüngst hat einen umfangreichen Nachlass von Tagebüchern, Briefen und weiteren persönlichen Aufzeichnungen hinterlassen. Diese gelten als ein aufschlussreiches Zeitdokument eines interessierten deutschliberalen Wissenschaftlers in den verschiedenen politischen Epochen während seines Lebens.

## Ehe
Hans Jüngst war seit dem 23. Februar 1926 verheiratet mit Aimée geborene Cauer (1903–1993), Tochter von Wilhelm Cauer, Professor für Eisenbahnwesen, und Marie Koch, Tochter des Gymnasialprofessors Hermann Adolf Koch.  Die gemeinsame Tochter Magdalene Aimée starb am 24. Dezember 1941 im Alter von zwei Jahren im Darmstädter Alice-Hospital an einer Lungenentzündung.
Aimée Jüngst konnte nach 1949 erfolgreich eine Entschädigung für den Tod ihres Mannes einklagen, da sie die Begleitumstände als vermeidbar darstellen konnte. Dieses wurde nach ihrer Aussage ein Präzedenzfall für andere Witwen von Wehrmachtsangehörigen.

## Publikationen (Auswahl)
Hans Jüngst veröffentlichte einige geologische Studienergebnisse.
- Erläuterungen zur Karte der Rhein-Mainischen nutzbaren Steine und Erden, Landesplanungsgruppe Dr. Steder, Abt. Arbeitsplanung, o. J.
- Rät, Psilonoten- und Schlotheimienschichten im nördlichen Herzvorlande, G. Fischer, Jena, 1928
- Zur vergleichenden Stratigraphie des Rät zwischen Harz und Elsaß, Darmstadt, 1929
- Foraminiferen des Tertiärs Borntraeger, Berlin 1932

- Karte der süddeutschen Steine und Erden, 1938
- Die technische Bewertung der Natursteine des ehemaligen Polen, Bau-Verlag R. Schirmer, Berlin 1943, 2. erw. Aufl.